# Edward Benedicks
Edward Benedicks, född 9 februari 1879 i Menton, död 24 augusti 1960 i Stockholm, var en svensk sportskytt som deltog i tre olympiska sommarspel 1908-1920. Sin största framgång nådde han i Stockholm 1912, där han blev silvermedaljör i löpande hjort, dubbelskott. Han ingick även i det svenska lag som tog silver i samma gren i Antwerpen 1920.